# Агеев, Михаил Сергеевич
Михаил Сергеевич Агеев (14 сентября 1918, Иваново-Вознесенск — 29 января 2007, Иваново) — заслуженный художник РСФСР (1980), народный художник России (1999).

## Биография
Михаил Сергеевич Агеев родился в Иваново-Вознесенске 14 сентября 1918 года в семье рабочих. Его отец Сергей Иванович вскоре после Октябрьской революции приехал в Иваново-Вознесенск из Москвы, где выучился вышивальному делу. Трудно было начинить жизнь в незнакомом городе, и он, как человек получивший ремесло, открыл приём заказов па машинную вышивку штор, платьев и других изделии женской одежды. Мать умерла рано, Михаил воспитывался у бабушки и родственников матери.
В 1933 году Агеев поступил в Ивановское художественное училище.
В 1939 году, проработав год после окончания художественного училища, был призван в РККА. Проходил службу на Дальнем Востоке.
В 1945 году, вернувшись после демобилизации в Иваново, стал активно заниматься творческой деятельностью.
С 1947 года он являлся членом ВТОО «Союз художников России».
В 1980 году художнику было присвоено звание заслуженного художника РСФСР, в 1999 году — звание народного художника РФ. Основным направлением своего творчества художник выбрал пейзаж, в то же время было отдано преимущество картине лирического жанра. Приобретая мастерство и совершенствуя свои знания в области искусства, Михаил Агеев был участником зональных, республиканских и всесоюзных выставок. Через пейзаж родного края художник умело показывал богатство нашей страны, её красоту, способствуя воспитанию патриотизма и любви к нашей Родине.

## Выставки
- 1951 — участие в республиканской, затем — Всесоюзной художественной выставке, г. Москва («Лес — новостройкам»).
- 1953 — участие в выставке произведений художников РСФСР, г. Москва («В верховьях Камы»).
- 1955 — участие в выставке произведений художников РСФСР, г. Москва («Этюд»). Участие в выставке произведений художников Владимирской, ГорьковскоЙ, Ивановской, Калининской, Костромской и Ярославской областей, Удмуртской АССР («Лес — новостройкам», «Бурный день на Волге», «На Волге»). Участие в зональной художественной выставке «Центр-северные области» («Зима в Ростове»).
- 1960 — участие в республиканской художественной выставке «Советская Россия», г. Москва («У берегов Камы», «Летний день»).
- 1968 — персональная выставка 50-летию со дня рождения. Участие в зональной выставке произведений художников РСФСР, г. Москва («Пристань в Юрьевце»).
- 1969 — участие в зональной выставке произведений художников РСФСР, г. Москва («Рыбацкий посёлок», «Весна в Ростове»). Участие в зональной художественной выставке «Центр-северные области», г. Смоленск («Зима в Ростове», «Весенние дали»). Участие в выставке графики, г. Смоленск («Суздаль», «Фабричный проезд», «Рыбацкий посёлок», «Ростов», «Старое село»). Участие во Всесоюзной художественной выставке («Весенние дали»).
- 1970 — 20-я областная художественная выставка, посвящённая 100-летию со дня рождения В. И. Ленина («Зима в Ростове», «Весенние дали», «Рыбацкий посёлок», «Фабричный проезд», «Суздаль», «Ростов»). Всесоюзная художественная выставка «Весенние дали».
- 1972 — участие в республиканской художественной выставке «По родной стране», г. Москва («На Сортировке», «Снег тает», «Фабричная окраина», «Фабричный двор»).
- 1974 — участие в зональной выставке «Художники центральных областей России», г. Иваново («Летний вечер», «Дорога на ТЭЦ», «Фабричная окраина», «На дворе зима», «Двор комбината», «Корпуса фабрик», «На реке», «Тёплая весна»).
- 1975 — участие в республиканской выставке «Советская Россия», г. Москва («Двор комбината», «Фабричная окраина», «Дорога на ТЭЦ»). Работа в Доме творчества «Старая Ладога» под Ленинградом.
- 1976 — участие на Всесоюзной выставке «Слава труду», г. Москва («Дорога на ТЭЦ»).
- 1977 — участие в республиканской выставке «Мое Нечерноземье», г. Тула («К весне»). Участие в республиканской выставке, посвящённой 60-летию Октября, г. Москва («Весна на Ладоге», «Иван-чай», «Последние грозы»). Работа в Доме творчества «Академическая дача».
- 1980 — участие в зональной выставке «Художники Нечерноземья», г. Рязань («Голубая Уводь», «Сиреневая пора», «Снег тает», «Утро весны», «Осень. Дорога в Дьяково»). Участие в VI республиканской выставке «Советская Россия» («Голубая Уводь», «Утро весны», «Новый цех»).
- 1985 — участие в республиканской выставке «Мир отстояли — мир сохраним», г. Москва («Русское поле», «Весенний вечер», «Последний снег»). Участие в республиканской выставке «По родной стране», г. Москва («Тихое озеро», «Земля пробуждается»). Участие в зональной выставке «Художники Нечерноземья» г. Кострома («Голубой апрель», «Земля пробуждается». «Тихое озеро», «Хлеба созревают».
- 1987 — участие в республиканской выставке «Памятники отечества», г. Москва («Зима в Ростове», «Торжок»). Участие в республиканской выставке, посвящённой 70-летию Октября. Персональная выставка в Плесе.
- 1988 — персональная выставка к 70-летию со дня рождения. Художественный музей г. Иваново.
- 1990 — участие в региональной выставке «Художники центральных областей России», г. Владимир («Весенние воды», «Вечерние тени», «Ранняя весна»).
- 1993 — персональная выставка к 75-летию со дня рождения в Ивановском Художественном музее.
- 1994 — персональная выставка в Фурманово.
- 1996 — персональная выставка в Шереметев-центре, г. Иваново. Персональная выставка в культурном центре «Ювента», г. Иваново.
- 1997 — персональная выставка «Крымские этюды», музей имени Пророкова.
- 1998 — участие в региональной выставке г. Москва. Персональная выставка в связи с 80-летием со дня рождения, музей Пророкова. Персональная выставка в Вичуге. Персональная выставка в теле-радио компании г. Иваново.
- 1999 — персональная выставка в областном фонде культуры г. Иваново. Выставка пейзажей пяти областей г. Плёс («На холмах Плёса», «Перед дождём», «Солнце садится»). Участие в региональной выставке посвящённой 800-летию крещения Руси, г. Кострома («Дорога к Храму»). Персональная выставка в Фурманове.
- 2000 — персональная выставка, Музей пейзажа, г. Плёс. Российско-итальянская выставка пастели, г. Ярославль («Солнце встаёт», «Весенняя дымка»).
- 2001 — художественная выставка «Именем твоим», г. Москва («Март. Берёзы», «Дорога к храму», «Весенний вечер»).
- 2002 — персональная выставка в Кинешме и Областном Художественном музее.

## Галерея
Постоянная выставка художника находится сейчас в г. Плёс, Ивановской области в Плесском государственном историко-архитектурном и художественном музее-заповеднике (W1328, официальный сайт ples-museum.ru/)